# Wanda Mrowińska
Wanda Helena Mrowińska ps. „Wanda” (ur. 1 marca 1908 w Górze Bałdrzychowskiej, zm. 20 (lub 30) grudnia 1983 w Warszawie) – magazynierka materiałów wybuchowych w Kedywie KG AK, a w powstaniu warszawskim łączniczka bojowa Zgrupowania „Radosław”; po wojnie przewodnik PTTK. Odznaczona Krzyżem Srebrnym Orderu Wojennego Virtuti Militari.

## Życiorys
Urodziła się w Górze Bałdrzychowskiej w rodzinie ziemiańskiej Stefana Mrowińskiego i Wandy z d. Wyczyńska. Wychowała się w Lichawie k. Sieradza w majątku należącym do jej matki. Wykształcenie średnie zdobyła w Szkole Gospodarstwa ss. Urszulanek w Pniewach, a następnie zajmowała się ogrodnictwem w majątku matki, w którym mieszkała do wybuchu wojny.
Od jesieni 1939 pod ps „Wanda” była zaangażowana w konspiracji w Tajnej Organizacji Wojskowej w Warszawie, a po jej połączeniu z Armią Krajową w Kedywie KG AK. Wykonywała tam funkcję magazynierki materiałów wybuchowych oraz sprzętu minerskiego, którą pełniła do wybuchu powstania warszawskiego, w którym uczestniczyła jako łączniczka bojowa w Zgrupowaniu „Radosław”.
Po wojnie mieszkała w Warszawie, gdzie pracowała jako przewodnik Polskiego Towarzystwa Turystyczno-Krajoznawczego.
Zmarła 20 (lub 30) grudnia 1983 w Warszawie.

## Odznaczenia
- Srebrny Krzyż Orderu Wojennego Virtuti Militari – Rozkaz Dowódcy AK nr 512 z 2 października 1944[a]